# Abies hickelii
Abies hickelii je jehličnatý strom z čeledi borovicovité, z rodu jedlí, původem z Mexika.

## Synonyma
- Abies religiosa poddruh hickelii.

## Popis
Stálezelený, jehličnatý, středně rychle rostoucí (15–30 cm za rok) strom, dorůstající 30 m. Koruna úzce kuželovitá, u starých stromů méně pravidelná. Borka zprvu hladká a šedá, později ztluštělá a dělená do čtyřúhelníkových plátů. Pupeny vejčité, 5 mm dlouhé a 4 mm široké. Letorosty štíhlé, rýhované, červenohnědé. Jehlice 1,8–3,5 cm dlouhé a 1–1,8 mm široké, svítivě světle zelené seshora, vespod šedozelené, na špičce tupé. Samčí šištice krátké, žluté. Šišky podlouhle válcovité, 6–8 cm dlouhé a 2,5–3,5 cm široké, s tupým vrcholem, zpočátku purpurové, později dozráváním tmavohnědé. Semena světlehnědá, 6–7 mm dlouhá, s 10 mm dlouhým, světlehnědým křídlem.

## Příbuznost
Jedle Abies hickelii existuje ve 2 varietách:
- Abies hickelii var. hickelii.
- Abies hickelii var. oaxacana.

## Výskyt
Domovinou stromu je Mexiko: (státy Chiapas, Guerrero, Oaxaca, Puebla, Veracruz).

## Ekologie
Vysokohorský strom, rostoucí v nadmořských výškách 2500–3000 m v subtropických oblastech, v půdách vulkanického původu. Klima chladné, vlhké oceánské. Zimy déšťivé.
Mrazuvzdorný do −12 °C. Jedle Abies hickelii tvoří někdy samostatné lesy, nicméně většinou roste ve smíšených porostech se stromy: borovicí Montezumovou (Pinus montezumae), borovicí vejmutovkovitou (Pinus pseudostrobus), borovicí mexickou (Pinus ayacahuite), cypřišem mexickým (Cupressus lusitanica) a keři z rodů brusnice (Vaccinium), pieris (Pieris), meruzalka (Ribes), fuchsie (Fuchsia) a jinými.

## Využití člověkem
Příležitostně pro dřevo. Strom je velmi vzácně pěstován jako sbírková dřevina například v jižní Francii.

## Ohrožení
Vzácný strom, obě jeho variety jsou považovány za ohrožené. Stav jeho populace je klesající v důsledku odlesňování.